# (709487) 2013 BL76

2013 BL76 je transneptunické těleso (TNO) pocházející z oblasti rozptýleného disku nebo vnitřního Oortova oblaku. Tento objekt má extrémně výstřednou dráhu a je jedním z nejvzdálenějších známých objektů sluneční soustavy, přičemž jeho afélium (nejvzdálenější bod od Slunce) dosahuje zhruba 2151 AU (322 miliard km).

## Objev
2013 BL76 byl objeven 20. ledna 2013 v rámci Mt. Lemmon Survey, programu sledování planetek a komet v Arizoně, USA. Objekt byl identifikován jako potenciálně vzdálený člen rozptýleného disku s dráhou, která je orientována téměř kolmo k rovině ekliptiky.

## Oběžná dráha
Oběžná dráha tělesa 2013 BL76 je vysoce eliptická, s výstředností e ≈ 0,9923, a velkou poloosou přibližně 1080 AU (161 miliard km). Perihélium se nachází ve vzdálenosti 8,37 AU (1,25 miliardy km) a afélium dosahuje až 2151,77 AU (322 miliard km). Jeden oběh kolem Slunce trvá přibližně 35 496 let.
Dráha tělesa je zatím špatně známá, protože pozorovací oblouk od jeho objevu je velmi krátký. Přesné určení orbitálních parametrů vyžaduje další pozorování.

## Vztah k Oortovu oblaku
2013 BL76 se nachází v oblasti přechodu mezi rozptýleným diskem a vnitřním Oortovým oblakem. Studium jeho dráhy může pomoci odhalit dynamické vlivy, které formovaly vnější části sluneční soustavy.

## Význam
Díky své extrémní vzdálenosti a výstřednosti představuje 2013 BL76 klíčový objekt pro studium dynamických procesů na hranici sluneční soustavy. Jeho oběžná dráha je také důležitá pro testování hypotézy o existenci Deváté planety, jejíž gravitace by mohla ovlivňovat trajektorie vzdálených TNO.

## Porovnání s dalšími vzdálenými objekty
| Objekt       | Velká poloosa (AU) | Perihélium (AU) | Afélium (AU) | Absolutní magnituda (H) |
| ------------ | ------------------ | --------------- | ------------ | ----------------------- |
| Sedna        | 524                | 76,1            | 972          | 1,5                     |
| Leleākūhonua | 528                | 38,0            | 1081         | 3,7                     |
| 2012 VP113   | 265                | 80,4            | 448          | 4,0                     |
| 2013 BL76    | 1080               | 8,37            | 2151         | 10,8                    |